# ایلاک
ایلاک (به تاجیکی: Элок) — یکی از بزرگ‌ترین روستاهای دهات قلعه دشت ناحیه فیض‌آباد از ناحیه‌های تابع جمهوری، تاجیکستان می‌باشد. جمعیت آن براساس آمار سال ۲۰۱۷ در حدود ۴٬۲۱۱ نفر و ۵۲۴ خانوار می‌باشد.

## اقتصاد
روستا یک مؤسسة تحصیلات میانة عمومی و یک مؤسسة تحصیلات میانه، نقطه‌های خذمت‌رسانی میشی، خانة سلامتی، 41 خواجگی دهقانی، 7 مغازه، 2 داروخانه، سرتراشخانه، کارگاه دوزندگی، بستانسرا، خواجگی کالیکتیوی «ایلاک»، آسیای آبی، 2 آسیای برقی، سیخ کارکرد چوب و تخته، نقطة فروش محصولات سوزشواری، گوشة دهقان، اوتاسیرویس، اوستاخانة آهنگری، 2 تالار ورزشی، کارخانة کارکرد محصولات شیر جدمّ «سهرابجان»، کارخانة استحصال آبهای نوشاکی مینیرلی و رنگه، مسجد جامی مرکزی، مسجد پنج‌وقته دارد. مردم دیهه به باغداری، غلّه‌کاری، چارواداری، کرتاشکپروری مشغولند. زمینها از چشمه‌ها آبیاری می‌شوند. مقبرة شیخ عبدالرّحیم دولت و مسجد جامی مرکزی ناحیة فیض‌آباد در همین دیهه جایگیر است.

## تاریخ
شهر ایلاک در مسافة یک روزه راه در شرق وشگیرد واقع بود و استخری آن را آخرین شهر وشگیرد در مرز راشت گفته است. حالا یکی از دیهه‌های ناحیة فیض‌آباد و هم رودی، که از حدود این ناحیه گذشته به دریای کافرنهانمی‌ریزد، ایلاک نام دارند. و. و. برتالد ویرانه‌های استحکام قلعة دشت را مکان شهر عصر میانگی ایلاک می‌شمارد. در خریطة عصر 19-ا این موضع در شمال و شرق فیض‌آباد، میان این ناحیه و آب گرم محلی با نام ایلاکدره قید شده است، که احتمال محل اصلی ایلاک عصر میانگی در آن واقع باشد.